# هاروکو ساگارا
هاروکو ساگارا (به ژاپنی: 相楽 晴子، Haruko Sagara) (زادهٔ ۱ مارس ۱۹۶۸) هنرپیشه و خواننده اهل ژاپن است که در یازدهمین جشنواره فیلم یوکوهاما برندهٔ جایزهٔ بهترین بازیگر نقش مکمل زن شد.
از فیلم‌هایی که وی در آن نقش داشته است می‌توان به گودزیلا علیه بیولانته اشاره کرد.